# Knipowitschia thessala
Knipowitschia thessala е вид лъчеперка от семейство Попчеви (Gobiidae). Видът е застрашен от изчезване.

## Разпространение
Разпространен е в Гърция.